# Néstor Reverol

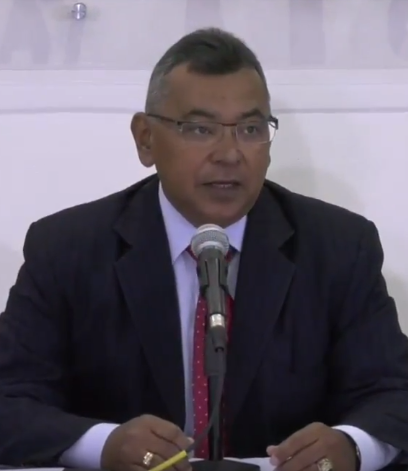
Néstor Reverol

Néstor Luis Reverol Torres (Maracaibo, estado de Zulia, Venezuela, 28 de outubro de 1964) é um militar e político venezuelano. Atualmente é ministro do Interior, Justiça e Paz da Venezuela. Entre 2014 e 2016 foi o comandante geral da Guarda Nacional Bolivariana.

## Biografia
É um general da Guarda Nacional Bolivariana da Venezuela, ex-diretor do Departamento Nacional Antidrogas. Em 13 de outubro de 2012, foi nomeado Ministro do Poder Popular para Relações Interiores e Justiça pelo ex-presidente Hugo Cházes e confirmado mediante decreto nacional publicado no dia 15 do mesmo mês e ano.

## Ministro do Interior
Em 2 de agosto de 2016, foi designado para o cargo de Ministro de Relações Interiores. Além disso, tomou ações na fronteira junto com o comandante da Polícia Nacional Bolivariana, deslocando a polícia para a fronteira com a Colômbia, com a justificativa de ´´confrontar o contrabando e o narcotráfico´´

### Acusações de narcotráfico
Em dezembro de 2015, o Departamento de Justiça dos Estados Unidos publicou um informe onde acusa Reverol de narcotráfico junto com o vice-ministro do Sistema Integrado de Polícia, Edylberto Molina. A acusação seria que Reverol e o vice-ministro alertaram traficantes sobre a posição dos agentes antidrogas nas fronteiras venezuelanas durante o perído de 2008 a 2011.
Em uma acusação apresentada no tribunal de Brooklyn, Néstor Reverol junto com Edylberto Molina, foram acusados de aceitaram subornos de narcotraficantes.
Sobre Reverol e Molyna ainda pesam outras denúncias sobre narcotráfico internacional. A Administração Antidrogas dos Estados Unidos delcarou que Reverol e Molyna usaram seus cargos para ajudarem o tráfico de drogas, ao mesmo tempo que atrapalharam a Polícia a investigar os crimes. As acusações foram respaldadas pelo DEA, o Serviço de Imigração e Controle de Fronteira dos Estados Unidos e do Departamento de Segurança Nacional.

### Sanções Internacionais
Em 18 de janeiro de 2018, foi sancionado pela União Euroéia junto com outros seis funcionários do Estado venezuelano por serem responsáveis pela deterioração da democracia no país. Anteriormente, foi sancionado pelos Estados Unidos e Canadá por considerar que haviam usurpados poderes da Assembléia Nacional, permitindo que Nicolás Maduro governe por decretos emergenciais. Entre as sanções estão o congelamento de bens que os sancionados tinham no país, a proibição de cidadãos e instituições estadunidenses e canadenses de realizarem negócios com os dito cujos e a proibição de entrarem nos respectivos países.